# Leurville
Leurville est une commune française située dans le département de la Haute-Marne, en région Grand Est.
Ses habitants sont appelés les Leurvillois.

## Géographie
|        | Épizon    | Chambroncourt |
| Busson | Leurville |               |
| Reynel |           | Orquevaux     |

### Hydrographie
La commune est dans la région hydrographique « la Seine de sa source au confluent de l'Oise (exclu) » au sein du bassin Seine-Normandie. Elle n'est drainée par aucun cours d'eau,.

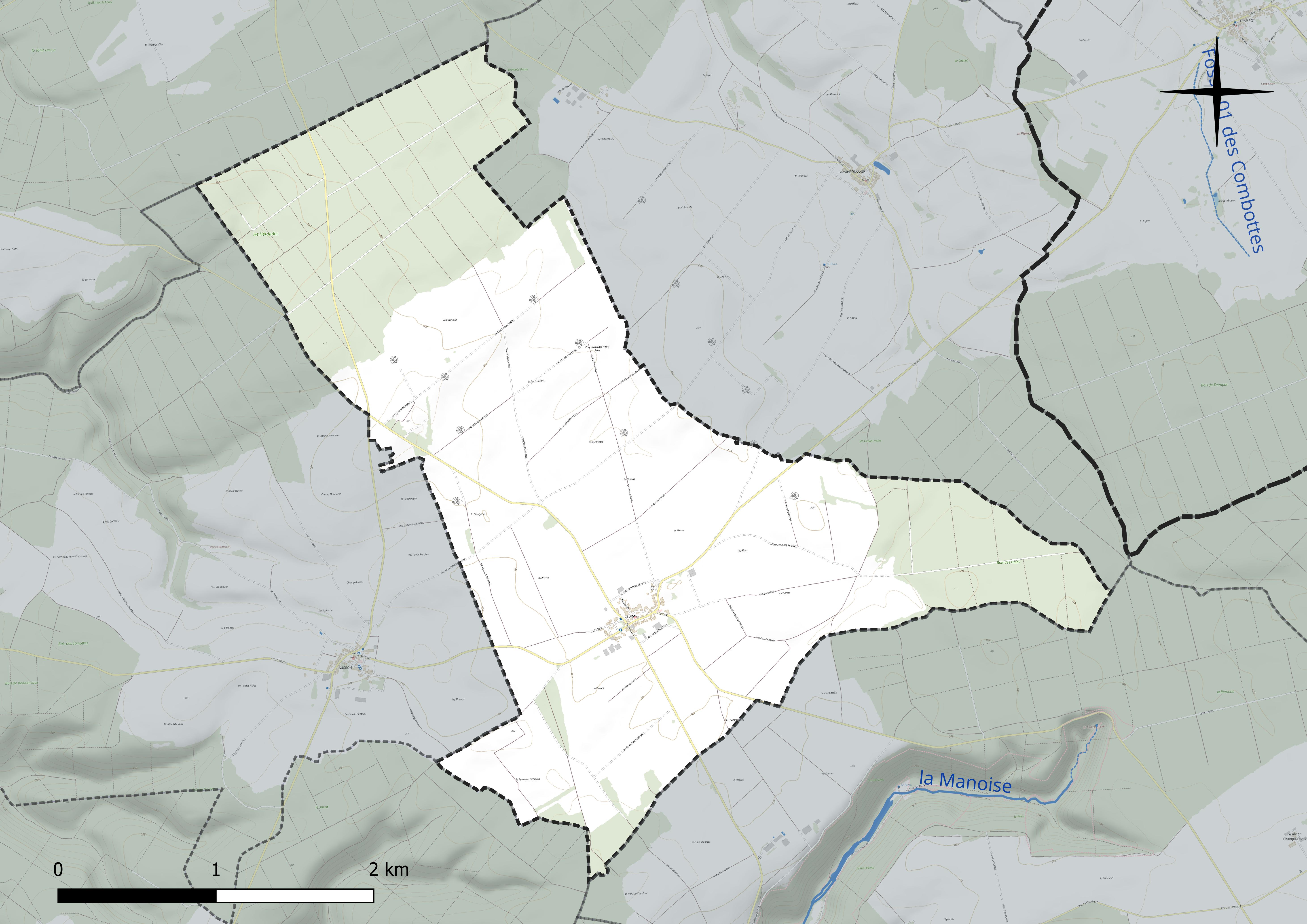
Réseau hydrographique de Leurville.

### Climat
Pour des articles plus généraux, voir Climat du Grand Est et Climat de la Haute-Marne.
En 2010, le climat de la commune est de type climat de montagne, selon une étude du Centre national de la recherche scientifique s'appuyant sur une série de données couvrant la période 1971-2000. En 2020, Météo-France publie une typologie des climats de la France métropolitaine dans laquelle la commune est exposée à un climat océanique altéré et est dans la région climatique  Lorraine, plateau de Langres, Morvan, caractérisée par un hiver rude (1,5 °C), des vents modérés et des brouillards fréquents en automne et hiver. 
Pour la période 1971-2000, la température annuelle moyenne est de 9,3 °C, avec une amplitude thermique annuelle de 16,6 °C. Le cumul annuel moyen de précipitations est de 1 033 mm, avec 13,7 jours de précipitations en janvier et 9,9 jours en juillet. Pour la période 1991-2020, la température moyenne annuelle observée sur la station météorologique de Météo-France la plus proche, « Busson_sapc », sur la commune de Busson à 2 km à vol d'oiseau, est de 10,1 °C et le cumul annuel moyen de précipitations est de 1 085,5 mm. 
La température maximale relevée sur cette station est de 39,1 °C, atteinte le 25 juillet 2019 ; la température minimale est de −17,7 °C, atteinte le 5 janvier 1995,,. 
Les paramètres climatiques de la commune ont été estimés pour le milieu du siècle (2041-2070) selon différents scénarios d'émission de gaz à effet de serre à partir des nouvelles projections climatiques de référence DRIAS-2020. Ils sont consultables sur un site dédié publié par Météo-France en novembre 2022.

## Urbanisme

### Typologie
Au 1er janvier 2024, Leurville est catégorisée commune rurale à habitat dispersé, selon la nouvelle grille communale de densité à sept niveaux définie par l'Insee en 2022.
Elle est située hors unité urbaine et hors attraction des villes,.

### Occupation des sols
L'occupation des sols de la commune, telle qu'elle ressort de la base de données européenne d’occupation biophysique des sols Corine Land Cover (CLC), est marquée par l'importance des territoires agricoles (65,1 % en 2018), une proportion identique à celle de 1990 (65,1 %). La répartition détaillée en 2018 est la suivante : 
terres arables (61,1 %), forêts (32,4 %), prairies (4 %), zones urbanisées (2,4 %), milieux à végétation arbustive et/ou herbacée (0,1 %). L'évolution de l’occupation des sols de la commune et de ses infrastructures peut être observée sur les différentes représentations cartographiques du territoire : la carte de Cassini (XVIIIe siècle), la carte d'état-major (1820-1866) et les cartes ou photos aériennes de l'IGN pour la période actuelle (1950 à aujourd'hui).

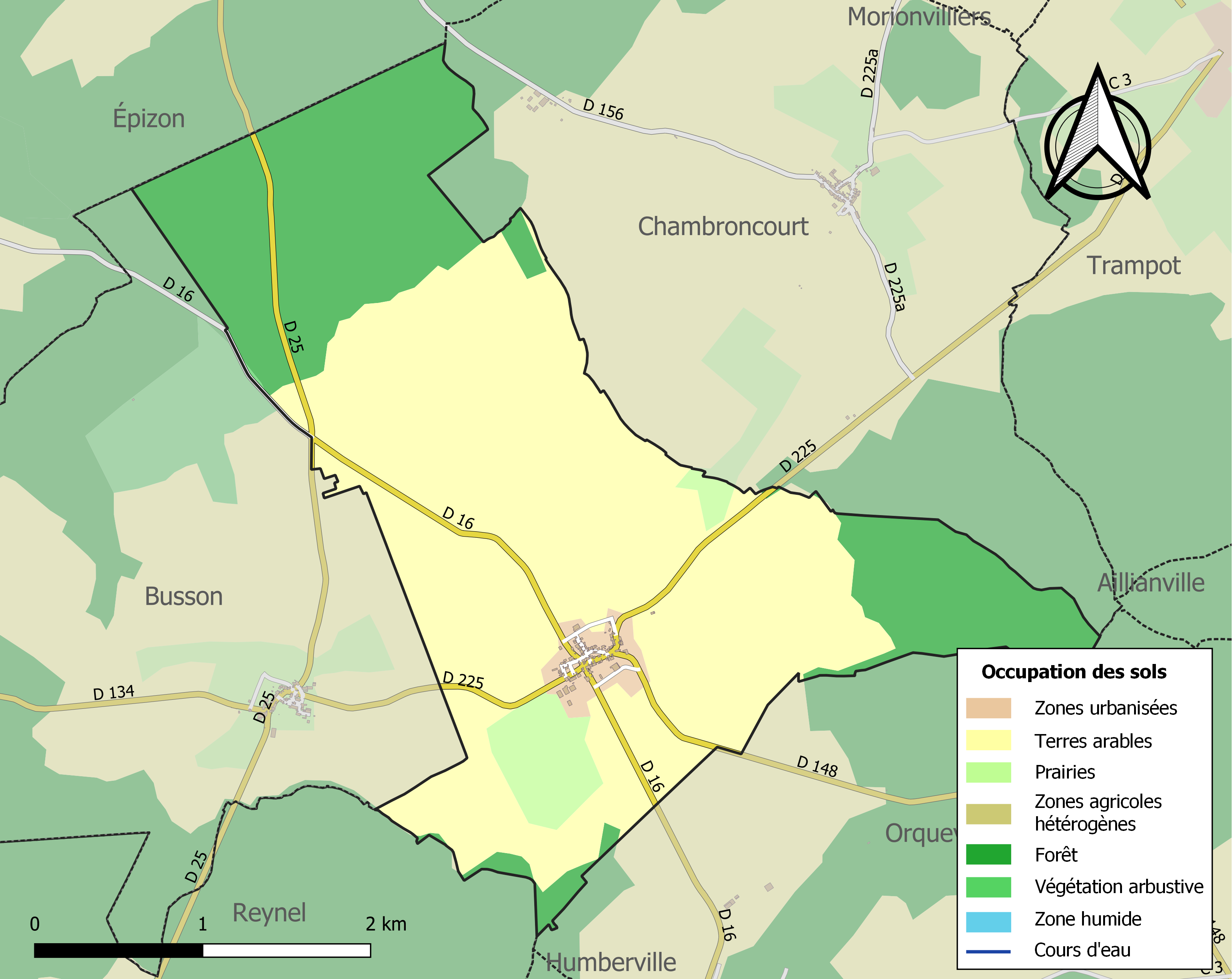
Carte des infrastructures et de l'occupation des sols de la commune en 2018 (CLC).

## Toponymie
Le nom de la localité est attesté sous les formes Lureville (1443) ; Leureville (1773) ; Leurville (XVIIIe siècle).

On peut être tenté de penser que le nom de cette petite commune ( considéré comme "obscur" par le Dictionnaire étymologique des noms de lieux en France, de Albert Dauzat et Charles Rostaing) conserve le souvenir d'une « Leucorum villa », cest à dire d'une villa publique pour recevoir des Leuques, destinée à accueillir des voyageurs, à proximité du poste frontière (distant d'environ 1,8 Km.) et au départ de la voie conduisant auu centre religieux de Grand.

## Histoire
Le 10 juin 1940, l'as de l'aviation française René Lucien Martin (1916-1982) sur Dewoitine D.520 obtient sa sixième victoire en abattant un Henschel Hs 123 au-dessus de la commune.

## Politique et administration
| Période                                  | Période  | Identité            | Étiquette | Qualité     |
| ---------------------------------------- | -------- | ------------------- | --------- | ----------- |
| 1878                                     | 1905     | Auguste Voirin      |           | Vétérinaire |
| 1983                                     | 2014     | Jacques Tassin      |           | Maçon       |
| 2014                                     | En cours | Jean-Pierre Ravenel |           | Agriculteur |
| Les données manquantes sont à compléter. |          |                     |           |             |

## Population et société

### Démographie

#### Évolution démographique
L'évolution du nombre d'habitants est connue à travers les recensements de la population effectués dans la commune depuis 1793. Pour les communes de moins de 10 000 habitants, une enquête de recensement portant sur toute la population est réalisée tous les cinq ans, les populations de référence des années intermédiaires étant quant à elles estimées par interpolation ou extrapolation. Pour la commune, le premier recensement exhaustif entrant dans le cadre du nouveau dispositif a été réalisé en 2008.

En 2022, la commune comptait 77 habitants, en évolution de −11,49 % par rapport à 2016 (Haute-Marne : −4,62 %, France hors Mayotte : +2,11 %).
| 1793 | 1800 | 1806 | 1821 | 1831 | 1836 | 1841 | 1846 | 1851 |
| ---- | ---- | ---- | ---- | ---- | ---- | ---- | ---- | ---- |
| 310  | 300  | 305  | 291  | 319  | 322  | 316  | 311  | 342  |

| 1856 | 1861 | 1866 | 1872 | 1876 | 1881 | 1886 | 1891 | 1896 |
| ---- | ---- | ---- | ---- | ---- | ---- | ---- | ---- | ---- |
| 295  | 314  | 307  | 273  | 273  | 259  | 250  | 235  | 225  |

| 1901 | 1906 | 1911 | 1921 | 1926 | 1931 | 1936 | 1946 | 1954 |
| ---- | ---- | ---- | ---- | ---- | ---- | ---- | ---- | ---- |
| 212  | 206  | 196  | 163  | 159  | 138  | 151  | 136  | 128  |

| 1962 | 1968 | 1975 | 1982 | 1990 | 1999 | 2006 | 2008 | 2013 |
| ---- | ---- | ---- | ---- | ---- | ---- | ---- | ---- | ---- |
| 170  | 163  | 112  | 103  | 88   | 101  | 92   | 89   | 93   |

| 2018 | 2022 | - | - | - | - | - | - | - |
| ---- | ---- | - | - | - | - | - | - | - |
| 80   | 77   | - | - | - | - | - | - | - |

## Lieux et monuments
- Église Saint-Martin.

## Héraldique
| Blason de Leurville | Blason  | Tiercé en pairle renversé: au 1 d'azur à une croix de Lorraine d'or, au 2 d'argent à une tête de cheval de tenné, allumée du champ et bridée de gueules, au 3 de sinople à un chêne d'or. |
| Blason de Leurville | Détails | Créé par JF Binon. Sur site de l'Annuaire des Collectivités, 2025. |